# Gonçalo Moniz
 Gonçalo Moniz Sodré de Aragão  ( Salvador, 28 de janeiro de 1870 — Salvador, 1 de junho de 1939)  foi um médico, professor e escritor brasileiro, imortal  fundador da Cadeira 17 da Academia de Letras da Bahia e  patrono da Academia de Medicina da Bahia Cadeira 24.

## Biografia
Filho de Maria Leopoldina e do Dr. Egas Carlos Moniz Sodré de Aragão. Casou com Maria da Purificação da França Pinto de Oliveira Garcez, com quem teve dois filhos, Luiz Moniz Sodré e Alice Moniz Sodré  
Formou-se médico na Faculdade de Medicina da Bahia em 1892
Entrou por concurso para o quadro de docentes da Faculdade de Medicina da Bahia como professor substituto em 1895.
Em 1899, foi então nomeado pelo Governo Estadual para montar e dirigir o Gabinete de Análise e Pesquisas Bacteriológicas da Bahia. Na direção desse gabinete, pôde fazer diversas publicações de estudos e análises sobre a peste bubônica, tais como: o “Relatório sobre as pesquisas bacteriológicas em um caso suspeito de peste”, e o artigo Considerações sobre a peste bubônica (1899), publicado na Gazeta Médica da Bahia.
Em 1904 foi nomeado pelo governo do Estado diretor do Hospital de Isolamento (atual Hospital Couto Maia) e depois ao cargo de Diretor Geral de Saúde Pública do Estado (1914-1921) e de Secretário do Interior, Justiça e Instrução Pública (1916-1921), no período da epidemia da gripe espanhola (1918-1920).
Em 7 de março de 1917, junto com outros intelectuais baianos, fundou a Academia de Letras da Bahia, com o objetivo de cultivar a língua e a literatura nacionais, preservar a memória cultural baiana, amparar e estimular as manifestações, inclusive nas artes e ciências, sendo o segundo presidente da Academia após o falecimento de Ernesto Carneiro Ribeiro, em 1920.
Faleceu em Salvador em 1º de junho de 1939.  Em sua homenagem, a  Biblioteca Gonçalo  Moniz e o Instituto Gonçalo Moniz,  FIOCRUZ Bahia levam o seu nome.